# Département Var
Das Département du Var ist das französische Département mit der Ordnungsnummer 83. Es liegt im Südosten des Landes in der Region Provence-Alpes-Côte d’Azur und ist nach dem Fluss Var ([vaʀ]) benannt, der jedoch seit 1859 nicht mehr zum Département gehört.

## Geographie
Das im Osten angrenzende Département ist Alpes-Maritimes, das im Westen angrenzende Bouches-du-Rhône. Die nördliche Grenze stellt das Département Alpes-de-Haute-Provence dar sowie auf einer Länge von wenigen Hundert Metern das Département Vaucluse im Nordwesten. Den Süden des Départements bildet die Mittelmeerküste mit der westlichen Côte d’Azur.

## Wappen
| Wappen des Départements Var | Blasonierung: „In Gold eine gestürzte blaue Spitze mit einer goldenen Lilie. Ein roter dreilätziger Turnierkragen liegt in Schildhauptnähe.“ |
| Wappen des Départements Var | |

## Geschichte
Das Département entstand 1790 aus Teilen der ehemaligen Grafschaft Provence und erstreckte sich ursprünglich bis zum Fluss Var, nach dem das Département benannt ist. Die neun Distrikte des Départements waren Barjols, Brignoles, Draguignan, Fréjus, Grasse, Hyères, Saint-Maximin, Saint-Paul-de-Vence, Toulon.
Das Flussgebiet des Var liegt seit 1859 nicht mehr im Département. In jenem Jahr trat Italien unter anderem die Grafschaft Nizza an Frankreich ab, woraufhin dann das Arrondissement Grasse (Antibes, Cannes, Grasse) mit dem Fluss Var vom Département Var abgetrennt wurde, um mit der Grafschaft Nizza zusammen das Département Alpes-Maritimes erneut zu errichten. Der Sitz der Präfektur wechselte mehrmals: 1790 Toulon, 1793 Grasse, 1795 Brignoles, 1797 Draguignan. Seit 1974 ist Toulon wieder Sitz der Präfektur des Départements.

## Bevölkerung

### Bevölkerungsentwicklung
| Jahr      | 1962    | 1968    | 1975    | 1982    | 1990    | 1999    | 2006    | 2016      |
| --------- | ------- | ------- | ------- | ------- | ------- | ------- | ------- | --------- |
| Einwohner | 469.557 | 555.926 | 626.093 | 708.331 | 815.449 | 898.441 | 985.099 | 1.055.821 |

### Städte
Zu den größeren und bekannteren Orten im Département Var zählen:
- Brignoles
- Cogolin
- Draguignan
- Fréjus
- Hyères
- Sanary-sur-Mer
- Saint-Raphaël
- Saint-Tropez
- Toulon

## Verwaltungsgliederung
| Arrondissement  | Kantone | Gemeinden | Einwohner 1. Januar 2022 | Fläche km² | Dichte Einw./km² | Code INSEE |
| --------------- | ------- | --------- | ------------------------ | ---------- | ---------------- | ---------- |
| Brignoles       | 6       | 67        | 190.660                  | 2.518,26   | 76               | 833        |
| Draguignan      | 10      | 54        | 323.222                  | 2.220,79   | 146              | 831        |
| Toulon          | 13      | 32        | 594.482                  | 1.233,49   | 482              | 832        |
| Département Var | 23      | 153       | 1.108.364                | 5.972,54   | 186              | 83         |

Siehe auch:

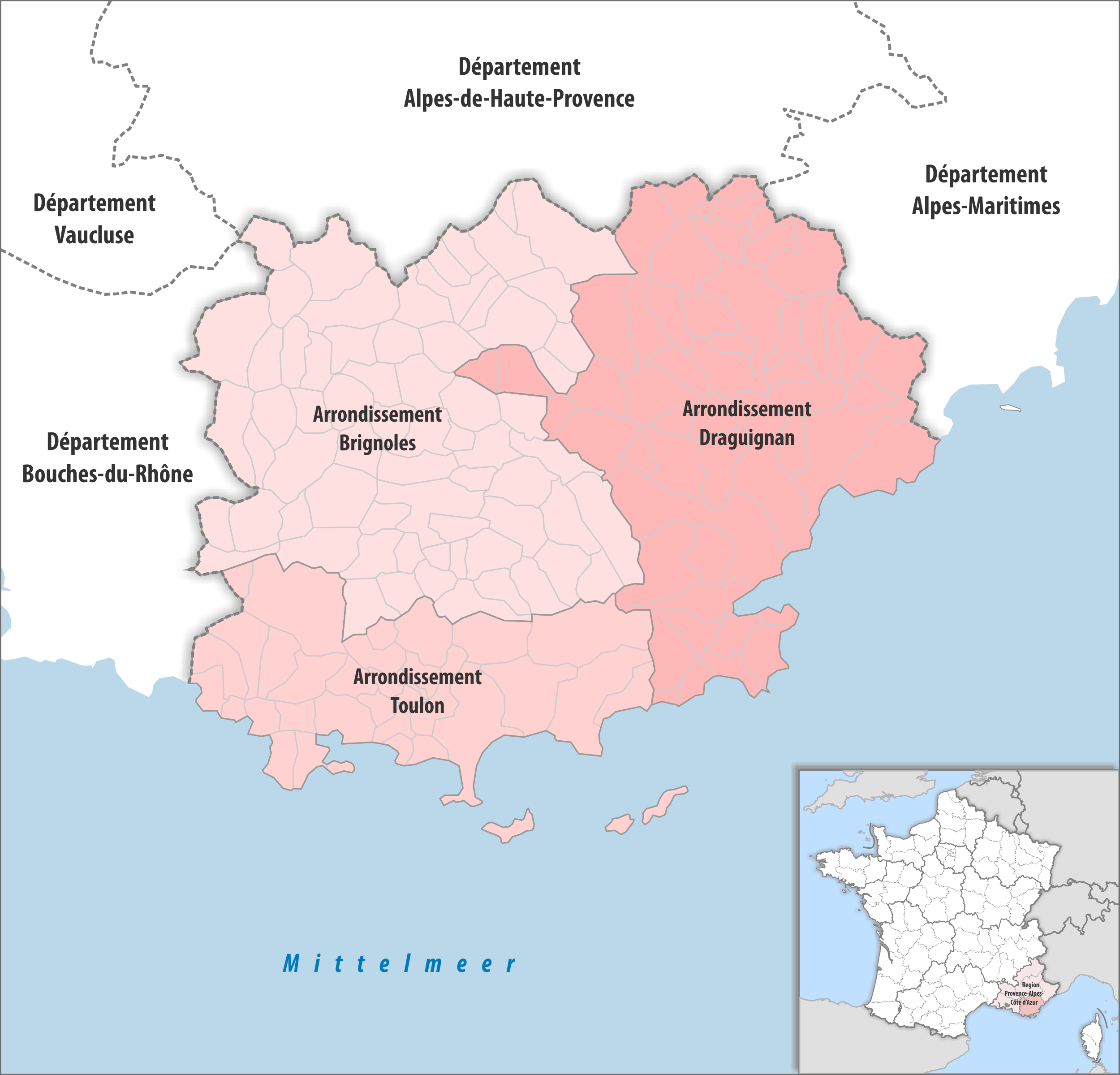
Gemeinden und Arrondissements im Département Var

- Liste der Gemeinden im Département Var
- Liste der Kantone im Département Var
- Liste der Gemeindeverbände im Département Var

## Wirtschaft und Infrastruktur

### Tourismus
Die Haupteinnahmequelle ist wie in den meisten Départements an der Mittelmeerküste der Tourismus. Zu den besonderen Anziehungspunkten zählen die Weinberge und Weinkeller in Bandol, Wanderungen im Esterel, Wind- und Kitesurfen an der Halbinsel Giens sowie Ausflüge zu den Inseln Porquerolles und Port-Cros. Der längste Sandstrand der Region ist der Strand von Cavalaire-sur-Mer, der wohl berühmteste der Golf von Saint-Tropez. Im Haute-Var, dem Norden des Départements, befinden sich die hochgelegenen provenzalischen Dörfer des Pays de Fayence (Montauroux, Fayence, Callian, Seillans, Tourrettes, Saint-Paul-en-Forêt, Tanneron) und die beeindruckende Natur der Verdonschlucht und des Lac de Sainte-Croix.

### Landwirtschaft
In der landwirtschaftlichen Produktion werden traditionell Blumen, Obst, Gemüse und Wein angebaut. Etwa 800 Quadratkilometer, das sind 13 Prozent der Fläche, werden landwirtschaftlich genutzt. Hinzu kommen etwa 10 Quadratkilometer, in denen Gartenbau betrieben wird. Das Département Var ist mit einer jährlichen Produktion von 500 Millionen Blumen der größte Schnittblumenproduzent Frankreichs. Weitere wichtige Produkte sind Feigen (80 Prozent der französischen Produktion), Oliven (25 Prozent der französischen Produktion) und Honig. Im Bereich der Viehzucht werden vorwiegend Schafe (rund 50.000 Tiere) und Ziegen (etwa 4.200 Tiere) gehalten.
Fast die Hälfte der landwirtschaftlich genutzten Fläche dient dem Weinbau. Die jährliche Produktion liegt bei 150 Millionen Litern, wobei überwiegend Roséwein produziert wird. Ein Großteil des Weinbaugebietes Côtes de Provence, das seit 1977 über den Status einer Appellation d’Origine Contrôlée (AOC) verfügt, liegt im Département Var. Eingebettet in die Appelation ist das Weinbaugebiet Coteaux Varois en Provence, das seit 1993 über eine eigene AOC verfügt. Die AOC Bandol im Südwesten des Départements besteht bereits seit 1941.

### Medien
Der lokale Radiosender France Bleu Provence sendet in den Départements Var und Bouches-du-Rhône.

## Sehenswürdigkeiten
- Die Abtei Le Thoronet (Abbaye du Thoronet)
- Die antike Stadt Olbia westlich von Hyères
- Die Verdonschlucht an der Grenze zum Département Alpes-de-Haute-Provence
- Der Dolmen von Gaoutabry liegt in La Londe-les-Maures über der Bucht von Hyères.
- Der Dolmen von La Briande liegt in Ramatuelle
- Die Dolmen de la Brainée, Dolmen von Peygros un Dolmen von Riens liegen bei Mons.
- Saint-Tropez

## Klima
Das Klima im Département ist ein ausgeprägtes, warmes Mittelmeerklima. Toulon ist statistisch die wärmste und sonnenreichste Stadt des französischen Mutterlandes.
|                                  | Jan. | Feb. | Mär. | Apr. | Mai | Jun. | Jul. | Aug. | Sep. | Okt. | Nov. | Dez. |
| -------------------------------- | ---- | ---- | ---- | ---- | --- | ---- | ---- | ---- | ---- | ---- | ---- | ---- |
| mittlere Höchsttemperatur        | 12   | 13   | 14   | 16   | 20  | 23   | 27   | 27   | 24   | 20   | 16   | 13   |
| mittlere Tiefsttemperatur        | 6    | 6    | 8    | 10   | 13  | 16   | 19   | 19   | 17   | 14   | 10   | 8    |
| Anzahl sehr sonniger Tage        | 6    | 5    | 6    | 5    | 6   | 7    | 14   | 11   | 9    | 8    | 6    | 6    |
| Anzahl Tage mit bedecktem Himmel | 10   | 10   | 10   | 7    | 6   | 4    | 1    | 2    | 5    | 8    | 9    | 9    |
| Anzahl Regentage                 | 7    | 7    | 7    | 6    | 5   | 3    | 1    | 2    | 4    | 7    | 8    | 7    |
| Regenmenge in Millimetern        | 82   | 85   | 75   | 50   | 40  | 24   | 17   | 28   | 70   | 100  | 100  | 82   |
| Wassertemperatur in Küstennähe   | 13   | 13   | 13   | 14   | 16  | 19   | 22   | 23   | 23   | 21   | 17   | 15   |

Tage pro Jahr (Stand 1991) mit
- Regenfällen über 1 Millimeter: 63
- Frost: 3 (Mitte Januar)
- Schnee: 1
- Gewitter: 8
- Hagel: 1

Am 16. Juni 2010 waren innerhalb weniger Stunden an bestimmten Orten 350 Liter Niederschlag pro Quadratmeter gefallen, so viel wie sonst in mehreren Monaten. Die starken Regenfälle werden épisodes cévenols genannt, da diese Wettererscheinung häufig in den Cevennen vorkommt. Es kam zu starken Überschwemmungen im Umkreis der Stadt Draguignan.
Der Katastrophenzustand wurde ausgerufen. Künftig soll streng darauf geachtet werden, dass in Überschwemmungsgebieten nicht mehr gebaut wird.